# Alpengeist
Alpengeist est un parcours de montagnes russes inversées situé à Busch Gardens Williamsburg, à Williamsburg, dans le Comté de James City, en Virginie, aux États-Unis.

## Le circuit
Le circuit commence par un lift hill à chaîne d'une hauteur de 54,9 mètres. Ensuite, après avoir vu la brasserie de Anheuser-Busch et le Griffon, les trains tournent vers la droite et font une descente de 51,8 mètres, atteignant la vitesse de 107,8 km/h. Après la descente, les trains parcourent un Immelmann et un looping vertical d'une hauteur de 32,3 mètres. Ils entrent ensuite dans un tunnel de bois dans lequel se trouvait un appareil photo, qui a été enlevé. Ensuite, il y a un grand cobra Roll au-dessus du Rhin, à côté du Loch Ness Monster et du Griffon. La zone de freinage arrive après une courbe à grande vitesse. Après les freins, il y a une descente qui mène dans un zero-G roll qui donne un airtime à côté des bûches Le Scoot. Après un tire-bouchon et une hélice, le train arrive à la gare.

## Statistiques
- General Contractor : Armada Hoffler
- Architecte : Peckham Guyton Albers & Viets
- Décoration et thème : Suzanne Sessions
- Capacité : 1 820 personnes par heure
- Force g : 3,7 g
- Trains : 3 trains avec 8 wagons par train. Les passagers sont placés à 4 de front par wagon pour un total de 32 passagers par train.
- Thème : les Alpes. L'Alpengeist est une légende sur un monstre des neiges des Alpes. "Alpengeist" signifie « fantôme des Alpes » en allemand.

## Record
- Plus hautes montagnes russes inversées à circuit ferme au monde[1]

## Classements
| Place | 13 | 19 | 19 | 17 | 17 | 18 | 22 | 19 | 23 | 27 | 24 | 25 | 23 | 26 | 30 | 36 | 32 | 32 |

## Galerie

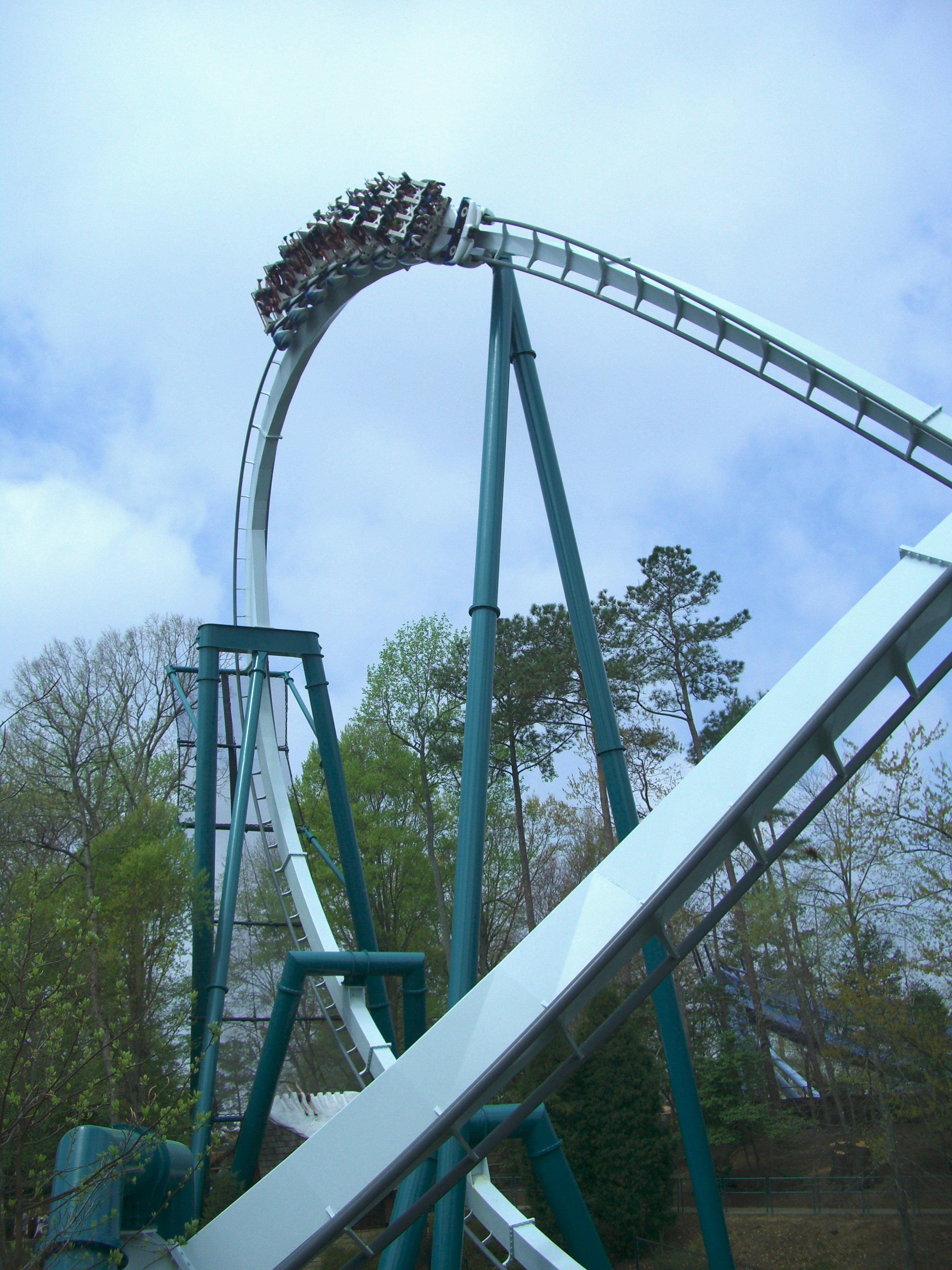
L'Immelmann.
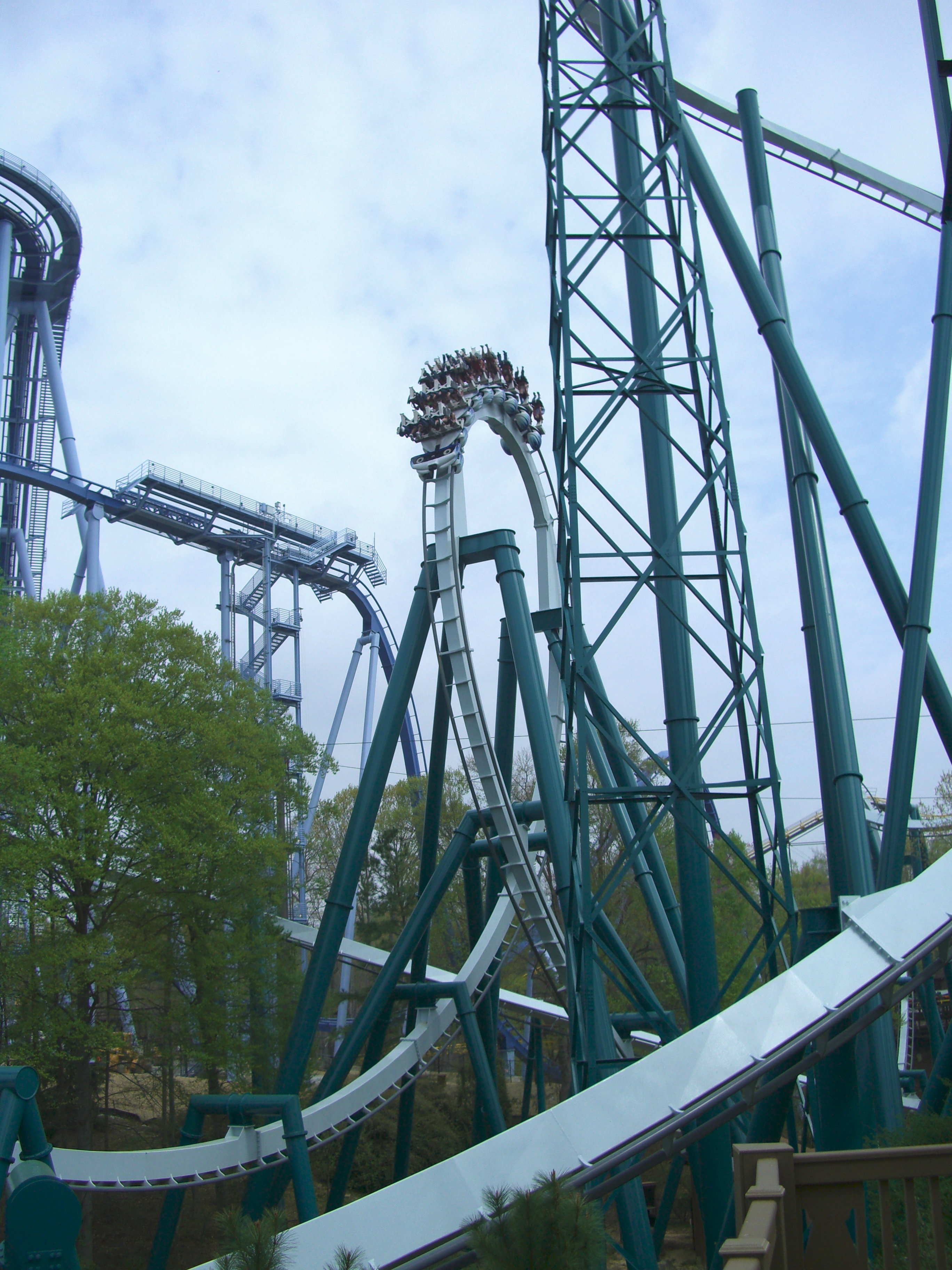
Le looping vertical.
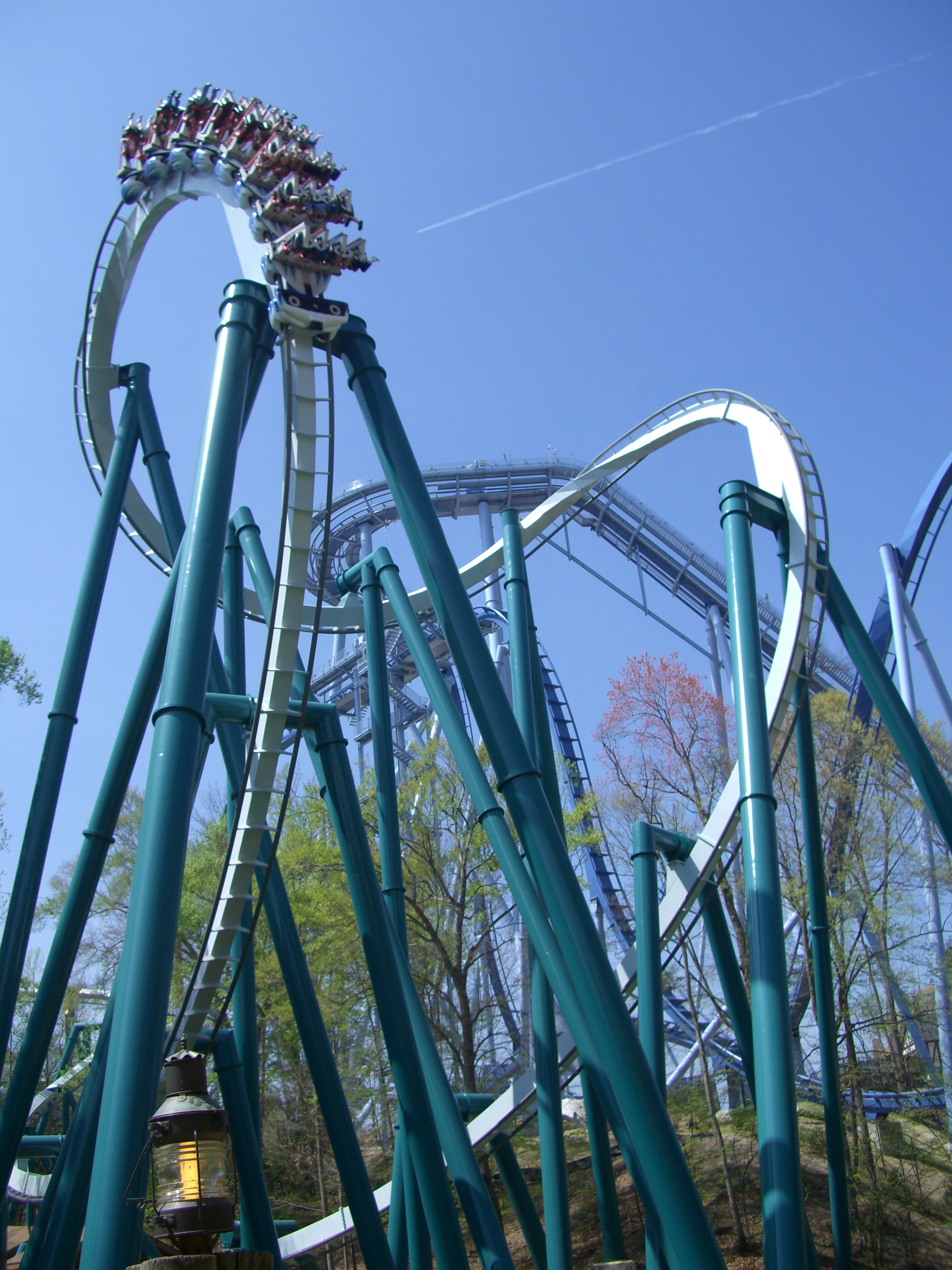
Le Cobra Roll.